# Sandston
Sandston è un census-designated place (CDP) degli Stati Uniti d'America, situato nello stato della Virginia, nella contea di Henrico. Secondo il censimento del 2020 gli abitanti di Sandston ammontavano a 7 779.
L'Aeroporto Internazionale di Richmond si trova a Sandston.

## Storia
Nel 1862 la Battaglia di Seven Pines sì combatté vicino la cittadina.